# پودراچنگه
پودراچنگه (به لهستانی:  Podraczynie) یک روستا در لهستان است که در گمینا پژسمکی واقع شده‌است.